# Hezha Agai
Hezha Agai, född 29 maj 1985, är en svensk fotbollsspelare som spelar för FoC Farsta. Han har under sin karriär bland annat spelat för Assyriska FF i Superettan.

## Karriär
Efter säsongen 2014 fick Agai inte förlängt kontrakt med Assyriska FF.
I augusti 2018 gick Agai till division 3-klubben Tyresö FF. Inför säsongen 2020 gick han till division 3-klubben FoC Farsta.